# Oberfell
Oberfell là một đô thị ở district of Mayen-Koblenz bang Rheinland-Pfalz, phía tây nước Đức. Đô thị Oberfell có diện tích 5,57 km².